# Helichrysum simulans
Helichrysum simulans là một loài thực vật có hoa trong họ Cúc. Loài này được Harv. & Sond. mô tả khoa học đầu tiên.